# Louis Garrel
Louis Garrel (* 14. června 1983 Paříž) je francouzský herec, režisér a scenárista. Za svou roli ve filmu Pravidelní milenci získal Césara. Je synem filmového režiséra Philippe Garrela a herečky Brigitte Sy. V letech 2007–2012 udržoval vztah s herečkou Valerií Bruni Tedeschiovou. Roku 2017 se po dvouletém vztahu oženil s modelkou a herečkou Laetitiou Casta. Jako režisér a scenárista debutoval krátkým snímkem Mes copains (2008). Později natočil i několik celovečerních filmů, přičemž na dvou z nich, L'homme fidèle (2018) a La croisade (2021), spolupracoval se scenáristou Jean-Claudem Carrièrem, který pracoval i na filmech jeho otce.

## Filmografie
Herecká
- Les Baisers de secours (1989)
- Ceci est mon corps (2001)
- La guerre à Paris (2002)
- Snílci (2003)
- Ma mère (2004)
- Pravidelní milenci (2005)
- Un lever de rideau (2006)
- V Paříži (2006)
- Písně o lásce (2007)
- Hranice úsvitu (2008)
- Choisir d'aimer (2008)
- Krásná Junie (2008)
- Non ma fille, tu n'iras pas danser (2009)
- Le Mariage à trois (2010)
- Imaginární lásky (2010)
- Diarchia (2010)
- Un été brûlant (2011)
- Milovaní (2011)
- Sleepless Nights Stories (2011)
- Les Coquillettes (2012)
- Žárlivost (2013)
- Zámek v Itálii (2013)
- Saint Laurent (2014)
- L'Astragale (2014)
- Ve stínu žen (2015) – pouze hlas
- Můj král (2015)
- Dva přátelé (2015)
- Tanečnice (2016)
- Planetárium (2016)
- Kameny bolesti (2016)
- Ismaelovy přízraky (2017)
- Obávaný (2017)
- U brány věčnosti (pouze hlas; 2018)
- Un peuple et son roi (2018)
- Věrní nevěrní (2018)
- Funan (2018)
- Žaluji! (2019)
- Malé ženy (2019)
- ADN (2020)
- Le Bureau des Légendes (2020) – televizní seriál
- Festival pana Rifkina (2020)
- La croisade (2021)
- The Story of My Wife (2021)
- Mon légionnaire (2021)
- L'ombra di Caravaggio (2022)
- Navždy mladí (2022)
- L'envol (2022)
- Nevinný (2022)
- Les Trois Mousquetaires: Milady (2022)
- Les Trois Mousquetaires: D'Artagnan (2022)
- La Lune crevée (2022)

Scenáristická a režijní
- Mes copains (2008)
- Mladý krejčí (2010)
- La règle de trois (2011)
- Dva přátelé (2015)
- Věrní nevěrní (2018)
- La croisade (2021)
- Nevinný (2022)